# ميخائيل برايس (لاعب كريكت)
ميخائيل برايس (بالإنجليزية: Michael Price)‏ (6 أكتوبر 1981 في جنوب أفريقيا - ) هو لاعب كريكت جنوب أفريقي.

## وصلات خارجية
- ميخائيل برايس على موقع إي آس بي آن كريك إنفو (الإنجليزية)